# 申屠致遠
申屠致遠（？—1298年），字大用，号忍斋，元朝东平寿张（今山东梁山县西北及阳谷县寿张镇）人。
申屠致遠本居汴京，蒙古军南下灭金朝时，东迁寿张。蒙哥汗时，忽必烈南下攻宋，被乞寔力台推荐为经略司知事。至元七年（1270年），为东平学官。至元十年（1273年），官至太常太祝兼奉礼郎。宋朝灭亡后，申屠致遠为杭州安抚司经历。后为杭州总管府推官。至元二十年（1283年），出任江南行台监察御史。按部湖广，为陈天祥辨诬，打击桑哥气焰。又弹劾卢世荣等人不法之事。元成宗元贞元年（1295年）参与纂修《世祖实录》。元贞四年（1298年）为佥淮西江北道肃政廉访司事，行至和州，病逝。他聚书万卷，号称墨庄。著有《忍斋行藁》四十卷，《释奠通礼》三卷，《杜诗纂例》十卷，《集验方》十二卷，《集古印章》三卷。